# Colonadă

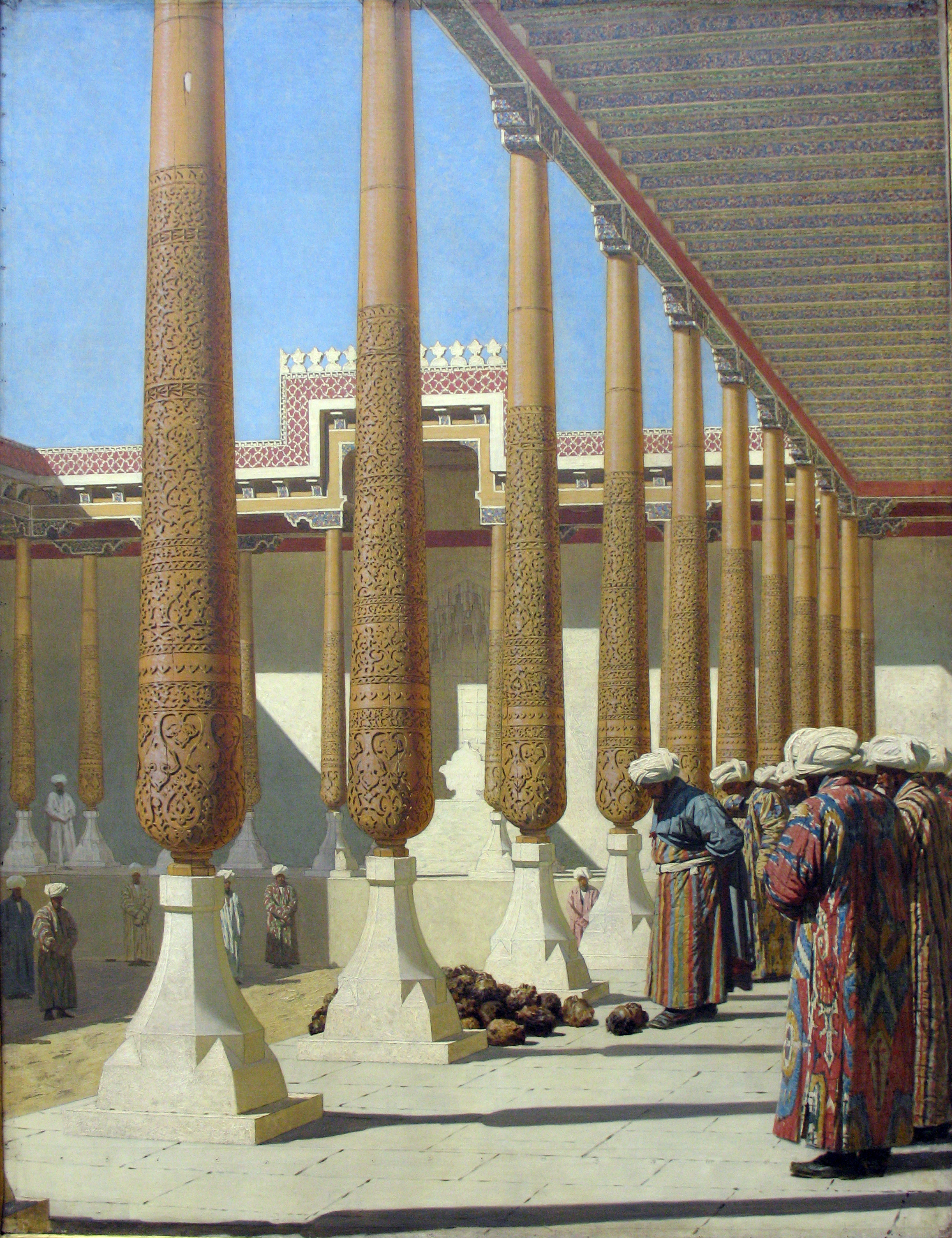
Vassili Vereșciaghin: Prezentarea trofeelor (pictură în care apare o colonadă)

În arhitectura clasică, o colonadă este un spațiu prelungit de trecere, flancat pe ambele părți de coloane, acoperite de un antablament, ce poate fi atât liber, cât și parte dintr-o altă clădire. Coloanele se află în perechi, iar colonada poate fi în linie dreaptă sau curbă. Spațiul poate fi închis sau deschis. 
Când se află de-a lungul unei clădiri, mai precis în fața intrării, colonadele formează un portic (ce poate avea unul sau mai multe rânduri de coloane), în timp ce atunci când înconjoară o curte deschisă, formează un peristil.
Exemple de colonade sunt cele ce delimitează Panteonul și Piața Sfântul Petru din Roma (construite de Gian Lorenzo Bernini) și Stoa lui Attalos din Atena.